# Brookesia micra
Brookesia micra là một loài bò sát thuộc họ tắc kè phân bố tại một hòn đảo nhỏ kế bên đảo Madagascar và là một trong những loài bò sát nhỏ nhất thế giới đã được phát hiện vào năm 2012 cùng với 04 loài mới khác.
Tắc kè Brookesia micra chỉ bằng con ruồi, thậm chí không lớn hơn con ruồi bao nhiêu và với chiều dài khoảng 3cm, tương đương bằng đầu que diêm. Các chuyên gia của Đại học bang San Diego thuộc Hoa Kỳ tiến hành phân tích gien đối với loài tắc kè này, từ kích thước Brookesia micra cho thấy tắc kè tại Madagascar có thể đã tiến hóa từ một tổ tiên không giống với họ hàng đầy màu sắc và to lớn ở các nơi khác trên thế giới.

## Hình ảnh

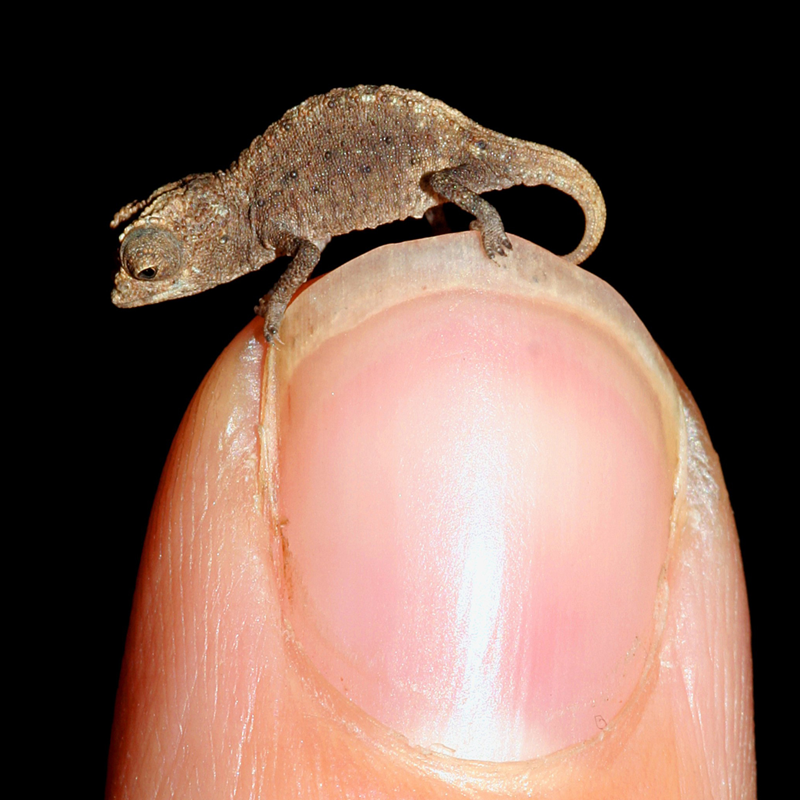
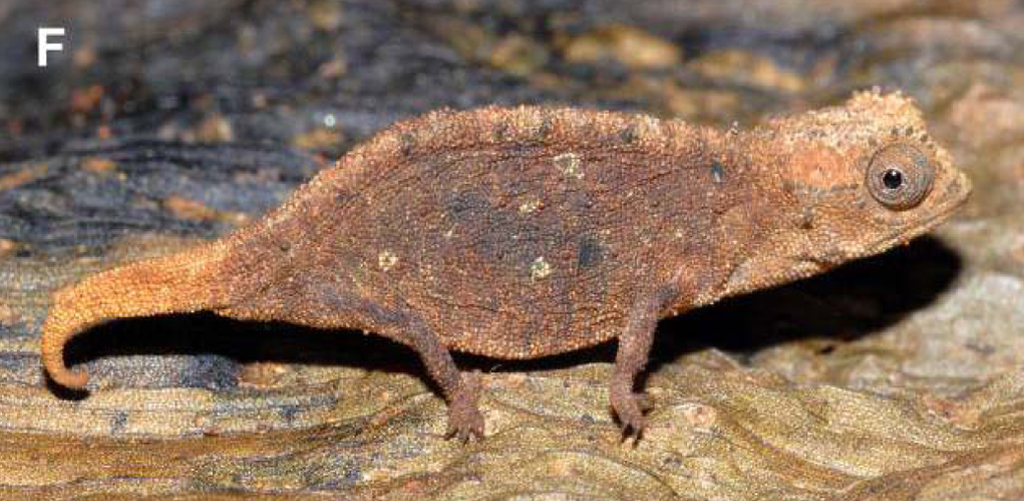
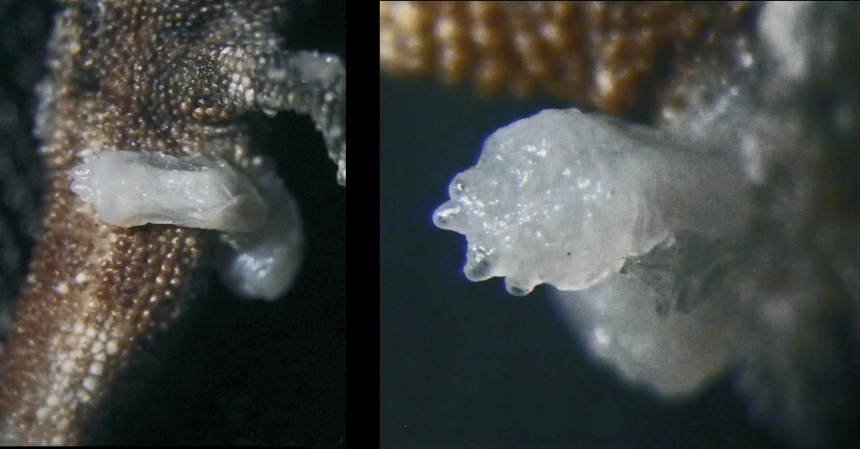
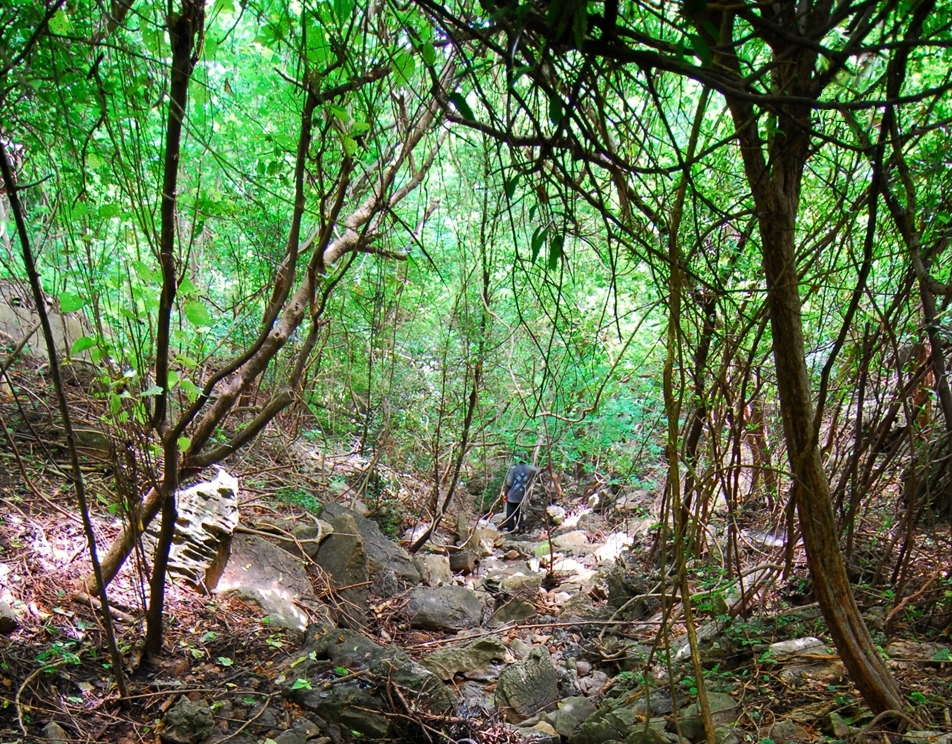
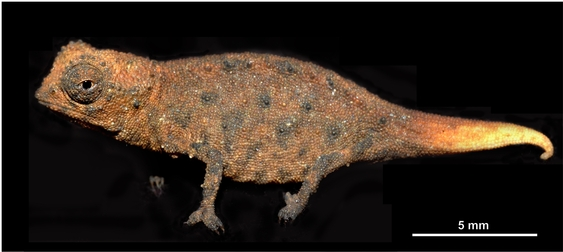